# Norman Foster (regista)
Norman Foster, all'anagrafe Norman Foster Hoeffer (Richmond, 13 dicembre 1903 – Santa Monica, 7 luglio 1976), è stato un regista, attore e sceneggiatore statunitense.

## Biografia
Nel 1928 Norman Foster sposò l'attrice Claudette Colbert, dalla quale divorziò nel 1935. Nello stesso anno sposò in seconde nozze l'attrice Sally Blane. Morì nel 1976, all'età di 72 anni, a causa di un tumore ed è sepolto all'Holy Cross Cemetery di Culver City (California).

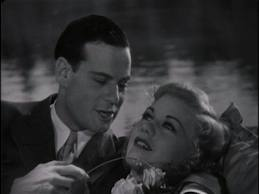
Norman Foster nel 1933 con Ginger Rogers in Rafter Romance

## Filmografia parziale

### Regista
- I Cover Chinatown (1936)
- Fair Warning (1937)
- Tigre verde (Think Fast, Mr. Moto) (1937)
- Thank You, Mr. Moto (1937)
- Walking Down Broadway (1937)
- Mr. Moto Takes a Chance (1938)
- Il misterioso Mr. Moto (Mysterious Mr. Moto) (1938)
- L'ultimo avvertimento di Mr. Moto (Mr. Moto’s Last Warning) (1939)
- Charlie Chan a Reno (Charlie Chan in Reno) (1939)
- Mr. Moto Takes a Vacation (1939)
- Charlie Chan nell'isola del tesoro (1939)
- Charlie Chan in Panama (1940)
- Viva Cisco Kid (1940)
- Ride, Kelly, Ride (1941)
- Scotland Yard (1941)
- Terrore sul Mar Nero (Journey into Fear) (1943)
- Santa (1943)
- La fuga (1944)
- La hora de la verdad (1944)
- El ahijado de la muerte (1946)
- El canto de la sirena (1948)
- Il vagabondo della foresta (Rachel and the Stranger) (1948)
- Per te ho ucciso (Kiss the Blood off My Hands) (1948)
- Nessuna pietà per i mariti (Tell It to the Judge) (1949)
- L'uomo che era solo (Father Is a Bachelor) (1950)
- Il mistero del marito scomparso (Woman on the Run) (1950)
- Navajo (1952)
- Sky Full of Moon (1952)
- Sombrero (1953)
- Le avventure di Davy Crockett (Davy Crockett, King of the Wild Frontier) (1955)
- Davy Crockett e i pirati (Davy Crockett and the River Pirates) (1956)

### Attore
- Gentlemen of the Press, regia di Millard Webb (1929)
- Love at First Sight, regia di Edgar Lewis (1929)
- Gioventù di Manhattan (Young Man of Manhattan), regia di Monta Bell (1930)
- No Limit, regia di Frank Tuttle (1931)
- It Pays to Advertise, regia di Frank Tuttle (1931)
- Men Call It Love, regia di Edgar Selwyn (1931)
- Le vie della città (City Streets), regia di Rouben Mamoulian (1931)
- Up Pops the Devil, regia di A. Edward Sutherland (1931)
- Confessions of a Co-Ed, regia di David Burton e Dudley Murphy (1931)
- Reckless Living, regia di Cyril Gardner (1931)
- Under 18, regia di Archie Mayo (1931)
- Girl of the Rio, regia di Herbert Brenon (1932)
- Il segreto del dottore (Alias the Doctor), regia di Michael Curtiz, Lloyd Bacon (non accreditato) (1932)
- Play-Girl, regia di Ray Enright (1932)
- Steady Company, regia di Edward Ludwig (1932)
- The Cohens and Kellys in Hollywood, regia di John Francis Dillon (1932)
- Week-End Marriage, regia di Thornton Freeland (1932)
- Skyscraper Souls, regia di Edgar Selwyn (1932)
- Strange Justice, regia di Victor Schertzinger (1932)
- Prosperity, regia di Sam Wood (non accreditato) (1932)
- Montagne russe (State Fair), regia di Henry King (1933)
- Professional Sweetheart, regia di William A. Seiter (1933)
- Pellegrinaggio (Pilgrimage), regia di John Ford (1933)
- Rafter Romance, regia di William A. Seiter (1933)
- Walls of Gold, regia di Kenneth MacKenna (1933)
- Orient Express, regia di Paul Martin (1934)
- Strictly Dynamite, regia di Elliott Nugent (1934)
- Elinor Norton, regia di Hamilton MacFadden (1934)
- Behind the Evidence, regia di Lambert Hillyer (1935)
- Agguati (Behind the Green Lights), regia di Christy Cabanne (1935)
- The Hoosier Schoolmaster, regia di Lewis D. Collins (1935)
- Rivalità senza rivali (Ladies Crave Excitement), regia di Nick Grinde (1935)
- The Bishop Misbehaves, regia di Ewald André Dupont (1935)
- I deportati (Escape from Devil's Island), regia di Albert S. Rogell (1935)
- The Fire-Trap, regia di Burt P. Lynwood (1935)
- Super-Speed, regia di Lambert Hillyer (1935)
- Suicide Squad, regia di Bernard B. Ray (1935)
- Il segreto di Joko (The Leavenworth Case), regia di Lewis D. Collins (1936)
- Everybody's Old Man, regia di James Flood (1936)
- La donna fatale (Fatal Lady), regia di Edward Ludwig
- High Tension, regia di Allan Dwan (1936)
- I Cover Chinatown, regia di Norman Foster
- Il misterioso Mr. Moto (Mysterious Mr. Moto), regia di Norman Foster
- L'altra faccia del vento (The Other Side of the Wind), regia di Orson Welles

### Sceneggiatore
- Sombrero di Norman Foster (1953)